# 東安那托利亞斷層

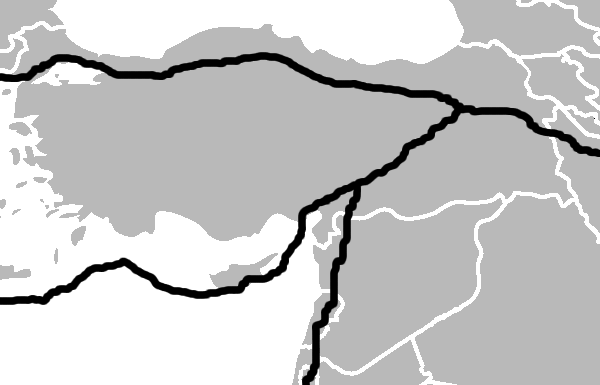
東安那托利亞斷層和鄰近斷層覆蓋土耳其大部分地區

東安那托利亞斷層是土耳其東部的主要斷層，为安纳托利亚板块和阿拉伯板块的左旋走滑缝合带。從死海斷層北端三叉点開始向东，沿著安那托利亞板塊和向北移動的阿拉伯板塊朝東北方向延伸，終點是與北安那托利亞斷層交會的卡利若瓦三向聯結構造。由於安那托利亞板塊和阿拉伯板塊移動速度不同，因此出現左移斷層。